# Kisjeszence
Kisjeszence (szlovákul Malá-Jasenica) Jeszence településrésze, korábban önálló falu Szlovákiában, a Trencséni kerületben, a Vágbesztercei járásban.

## Fekvése
Vágbesztercétől 8 km-re északra fekszik. A falu keleti részét alkotja.

## Története
Jeszencét 1269-ben „Jezencha” alakban említik először. A mai Kisjeszence 1598-ban tűnik fel először „Kys Jeszenieze” alakban, birtokosa a Sunek család volt.. Ezután a korábbi Jeszence mindvégig két településre: Kis- és Nagyjeszencére oszlott. 1598-ban 13 ház állt a településen. 1720-ban 8 adózója volt. A község pecsétje 1784-ből származik, ekkor 34 házában 39 családban 215 lakos élt a községben.
A 18. század végén Vályi András így ír róla: „Kis, és Nagy Jeszenicze. Tót faluk Trentsén Várm. földes Urai H. Eszterházy, és G. Balassa Uraságok, lakosai katolikusok, fekszenek Vág Beszterczéhez mint 1 mértföldnyire, ’s patakja hasíttya, határjai hasonlók Stupnéhez, vagyonnyai középszerűek.”
1828-ban 28 háza volt 256 lakossal. A 19. században szeszfőzde működött a területén.
Fényes Elek 1851-ben kiadott geográfiai szótárában így ír a faluról: „Jeszenicz (Kis), tót falu, Trencsén vmegyében, közel a Vágh jobb partjához: 248 kath., 12 zsidó lak. Kat. paroch. templom. F. u. h. Eszterházy. Ut. p. Zsolna.”
1910-ben 200, túlnyomórészt szlovák lakosa volt. A trianoni békéig Trencsén vármegye Vágbesztercei járásához tartozott.
A két Jeszencét 1921-ben egyesítették.

## Lásd még
- Jeszence
- Nagyjeszence